# Aquila d'Arroscia
Aquila d'Arroscia là một đô thị ở tỉnh Imperia trong vùng Liguria, tọa lạc khoảng 80 km về phía tây nam của Genoa và khoảng 20 km về phía bắc của Imperia. Tại thời điểm ngày 31 tháng 12 năm 2004, đô thị này có dân số 204 người và diện tích là 10,1 km².
Aquila d'Arroscia giáp các đô thị sau: Alto, Borghetto d'Arroscia, Caprauna, Nasino, Onzo, và Ranzo.